# Trixi Haberlander
Trixi Haberlander (* 1952 in Traunstein; † 10. Januar 2005 in München) war eine deutsche Malerin, Kunsterzieherin und Kinderbuchautorin.

## Leben
Haberlander studierte Kunst und Pädagogik in München. Nach dem Referendariat war sie als Kunsterzieherin tätig. Von 1990 an arbeitete sie als freie Referentin in der Lehrerfortbildung sowie als Dozentin bei verschiedenen Bildungseinrichtungen.
Als Malerin schuf sie Acryl- und Temperabilder. Ihre erste Einzelausstellung hatte sie 1980. Es folgten Einzel- und Gruppenausstellungen sowie Malersymposien. 1987 gründete sie in Traunstein zusammen mit Rudolf Seitz die Schule der Phantasie, 1994 die Kunstwerkstatt Grenzenlos.
Gemeinsam mit Monika Teuchert schuf sie die Wandbilder der Kirche St. Ulrich im Münchner Stadtteil Laim. Zudem trat sie als Autorin und Illustratorin von Kinderbüchern hervor.